# Liste de ponts de l'Aveyron
Liste de ponts de l'Aveyron, non exhaustive, représentant les édifices présents et/ou historiques dans le département du Aveyron, en France, dont l'emblématique viaduc de Millau.

## Grands ponts

Le viaduc du Millau.

Les ouvrages non courants du département de l'Aveyron, caractérisés, par simplification, par une longueur de tablier supérieure à 100 m, sont classés ci-après par gestionnaires de voies.

### Autoroute
- Le Viaduc de Millau ;
- Le Viaduc de Verrières.

### Routes nationales
- Le viaduc de la Brienne sur la commune de Luc-la-Primaube ;
- Le Viaduc routier du Viaur (573 m) portant la RN 88.

### Routes départementales
- Le viaduc de Bourran, reliant le centre-ville de Rodez au quartier de Bourran.

## Ponts présentant un intérêt architectural ou historique
Les ponts de l’Aveyron inscrits à l’inventaire national des monuments historiques sont recensés ci-après.
- Vieux Pont - Belcastel ;
- Pont Vieux sur l'Alrance - Brousse-le-Château ;
- Pont sur le Dourdou - Conques - XIVe siècle ;
- Pont sur la Truyère - Entraygues-sur-Truyère - XIVe siècle ;
- Pont-Vieux - Espalion - XIIIe siècle ;
- Pont d'Estaing - Estaing - Sébrazac - XVIe siècle ; XIXe siècle ;
- Pont de Saint-Maurice-de-Sorgues - Fondamente - XVIIIe siècle ;
- Pont-Vieux - Millau - XIe siècle ;
- Pont sur l'Aveyron - Montrozier - XVIe siècle ;
- Pont Saint-Blaise - Najac - XIIIe siècle ; XVe siècle ; XVIIIe siècle ;
- Pont sur la Dourbie - Nant - XIVe siècle ;
- Pont de Saint-Georges de Camboulas - Pont-de-Salars - XIXe siècle ;
- Pont de La Guioule-sous-Rodez - Rodez - XIVe siècle ;
- Viaduc de la Gascarie - Rodez - XIXe siècle ;
- Pont Vieux - Saint-Affrique - XIVe siècle ; XVe siècle ; XVIIIe siècle ;
- Pont des Pèlerins - Saint-Chély-d'Aubrac - Fin du Moyen Âge ;
- Pont de Saint-Félix-de-Sorgues - Saint-Félix-de-Sorgues - XIVe siècle ; XVe siècle ;
- Viaduc du Viaur - Tanus - Tauriac-de-Naucelle - XIXe siècle ; XXe siècle ;
- Viaduc de Millau - Millau - XXIe siècle ;
- Pont franchissant le Tarn - Lincou (commune de Réquista).

## Sources
Base de données Mérimée du ministère de la Culture et de la Communication.